# Lista över olympiska medaljörer i ridsport
Det här är en komplett lista över medaljörer i ridsport vid olympiska sommarspelen.

### Fälttävlan, individuell

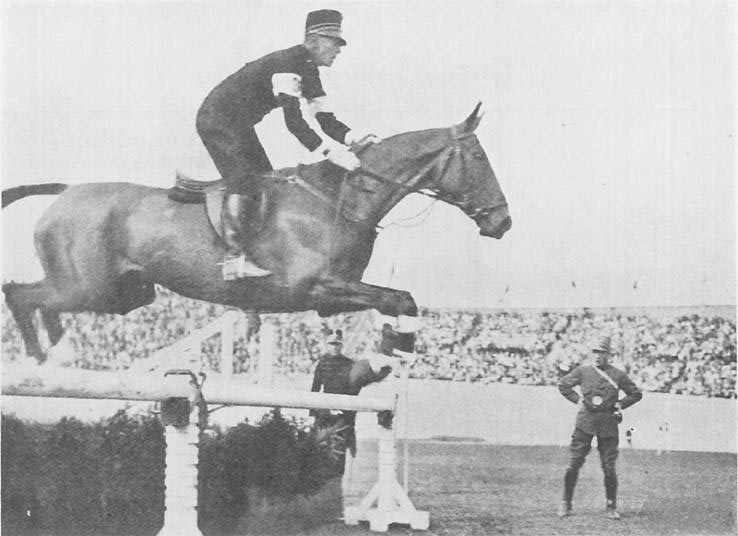
Charles Pahud de Mortanges på Marcroix under spelen 1928. Han vann fyra guldmedaljer i fälttävlan (individuellt 1928 och 1932, lag 1924 och 1928).

## Nuvarande grenar

### Dressyr, individuell

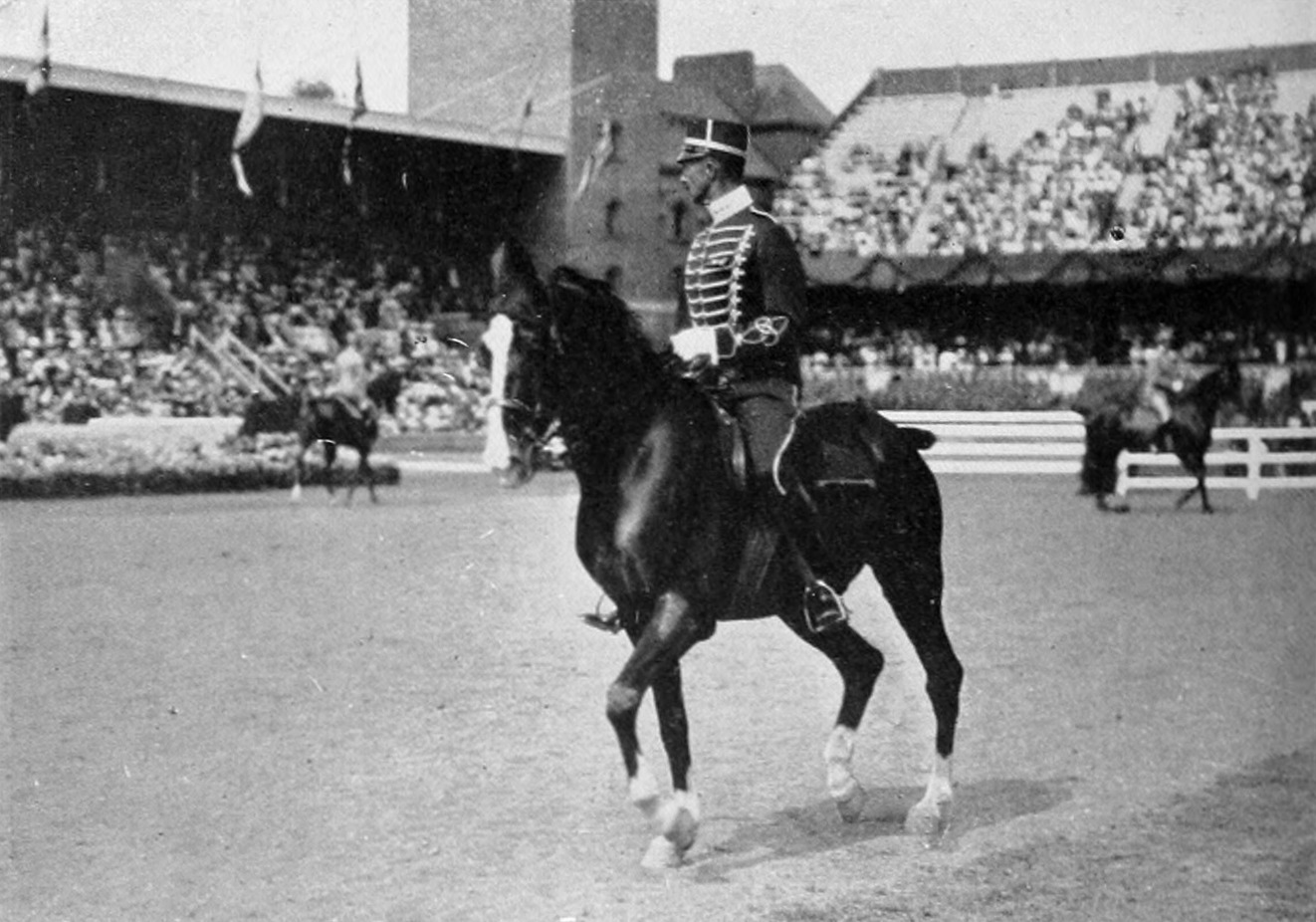
Carl Bonde och Emperor tog guld i dressyr 1912.

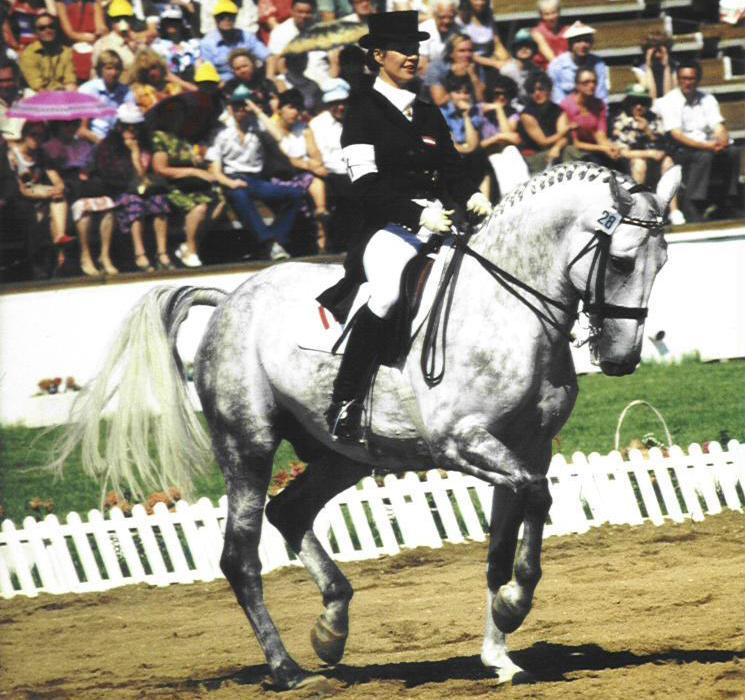
Elisabeth Theurer och Mon Cherie vann den individuella dressyrtävlingen i Moskva 1980.

| Spel                            | Guld                                           | Silver                                    | Brons                                                 |
| Stockholm 1912 Detaljer...      | Carl Bonde med Emperor (SWE)                   | Gustaf Adolf Boltenstern med Neptun (SWE) | Hans von Blixen–Finecke med Maggie (SWE)              |
| Antwerpen 1920 Detaljer...      | Janne Lundblad med Uno (SWE)                   | Bertil Sandström med Sabel (SWE)          | Hans von Rosen med Running Sister (SWE)               |
| Paris 1924 Detaljer...          | Ernst Linder med Piccolomino (SWE)             | Bertil Sandström med Sabel (SWE)          | Xavier Lesage med Plumard (FRA)                       |
| Amsterdam 1928 Detaljer...      | Carl Freiherr von Langen med Draufgänger (GER) | Charles Marion med Linon (FRA)            | Ragnar Olson med Günstling (SWE)                      |
| Los Angeles 1932 Detaljer...    | Xavier Lesage med Taine (FRA)                  | Charles Marion med Linon (FRA)            | Hiram Tuttle med Olympic (USA)                        |
| Berlin 1936 Detaljer...         | Heinz Pollay med Kronos (GER)                  | Friedrich Gerhard med Absinth (GER)       | Alois Podhajsky med Nero (AUT)                        |
| London 1948 Detaljer...         | Hans Moser med Hummer (SUI)                    | André Jousseaume med Harpagon (FRA)       | Gustaf Adolf Boltenstern j:r med Trumf (SWE)          |
| Helsingfors 1952 Detaljer...    | Henri Saint Cyr med Master Rufus (SWE)         | Lis Hartel med Jubilee (DEN)              | André Jousseaume med Harpagon (FRA)                   |
| Melbourne 1956 Detaljer...      | Henri Saint Cyr med Juli (SWE)                 | Lis Hartel med Jubilee (DEN)              | Liselott Linsenhoff med Adular (EUA)                  |
| Rom 1960 Detaljer...            | Sergej Filatov med Absent (URS)                | Gustav Fischer med Wald (SUI)             | Josef Neckermann med Asbach (EUA)                     |
| Tokyo 1964 Detaljer...          | Henri Chammartin med Wörmann (SUI)             | Harry Boldt med Remus (EUA)               | Sergej Filatov med Absent (URS)                       |
| Mexico City 1968 Detaljer...    | Ivan Kizimov med Ikhor (URS)                   | Josef Neckermann med Mariano (FRG)        | Reiner Klimke med Dux (FRG)                           |
| München 1972 Detaljer...        | Liselott Linsenhoff med Piaff (FRG)            | Jelena Petrusjkova med Pepel (URS)        | Josef Neckermann med Venetia (FRG)                    |
| Montreal 1976 Detaljer...       | Christine Stückelberger med Granat (SUI)       | Harry Boldt med Woycek (FRG)              | Reiner Klimke med Mehmed (FRG)                        |
| Moskva 1980 Detaljer...         | Elisabeth Theurer med Mon Cherie (AUT)         | Juri Kovsjov med Igrok (URS)              | Viktor Ugriumov med Sjkval (URS)                      |
| Los Angeles 1984 Detaljer...    | Reiner Klimke med Ahlerich (FRG)               | Anne Grethe Jensen med Marzog (DEN)       | Otto Hofer med Limandus (SUI)                         |
| Seoul 1988 Detaljer...          | Nicole Uphoff med Rembrandt (FRG)              | Margit Otto-Crépin med Corlandus (FRA)    | Christine Stückelberger med Gauguin de Lully CH (SUI) |
| Barcelona 1992 Detaljer...      | Nicole Uphoff med Rembrandt (GER)              | Isabell Werth med Gigolo FRH (GER)        | Klaus Balkenhol med Goldstern (GER)                   |
| Atlanta 1996 Detaljer...        | Isabell Werth med Gigolo FRH (GER)             | Anky van Grunsven med Bonfire (NED)       | Sven Rothenberger med Weyden (NED)                    |
| Sydney 2000 Detaljer...         | Anky van Grunsven med Bonfire (NED)            | Isabell Werth med Gigolo FRH (GER)        | Ulla Salzgeber med Rusty (GER)                        |
| Aten 2004 Detaljer...           | Anky van Grunsven med Salinero (NED)           | Ulla Salzgeber med Rusty (GER)            | Beatriz Ferrer-Salat med Beauvalais (ESP)             |
| Peking 2008 Detaljer...         | Anky van Grunsven med Salinero (NED)           | Isabell Werth med Satchmo (GER)           | Heike Kemmer med Bonaparte (GER)                      |
| London 2012 Detaljer...         | Charlotte Dujardin med Valegro (GBR)           | Adelinde Cornelissen med Parzival (NED)   | Laura Bechtolsheimer med Minstral Hojris (GBR)        |
| Rio de Janeiro 2016 Detaljer... | Charlotte Dujardin med Valegro (GBR)           | Isabell Werth med Weihegold Old (GER)     | Kristina Bröring-Sprehe med Desperados FRH (GER)      |
| Tokyo 2020 Detaljer...          | Jessica von Bredow-Werndl med Dalera (GER)     | Isabell Werth med Bella Rose (GER)        | Charlotte Dujardin med Gio (GBR)                      |

### Dressyr, lag

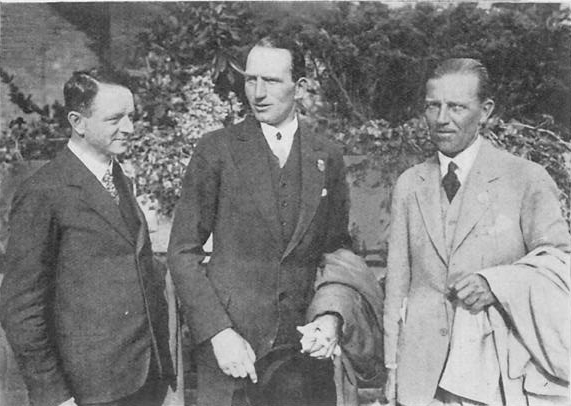
Det tyska lag som vann guld i dressyr 1928.

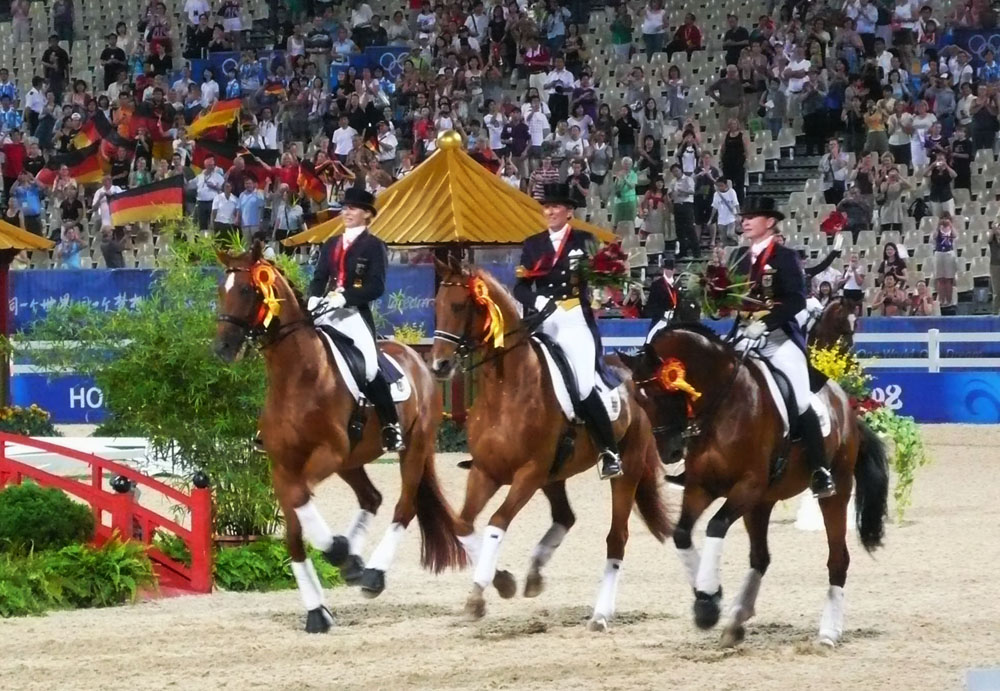
Guldmedaljörerna i lagtävlingen i dressyr i Peking 2008.

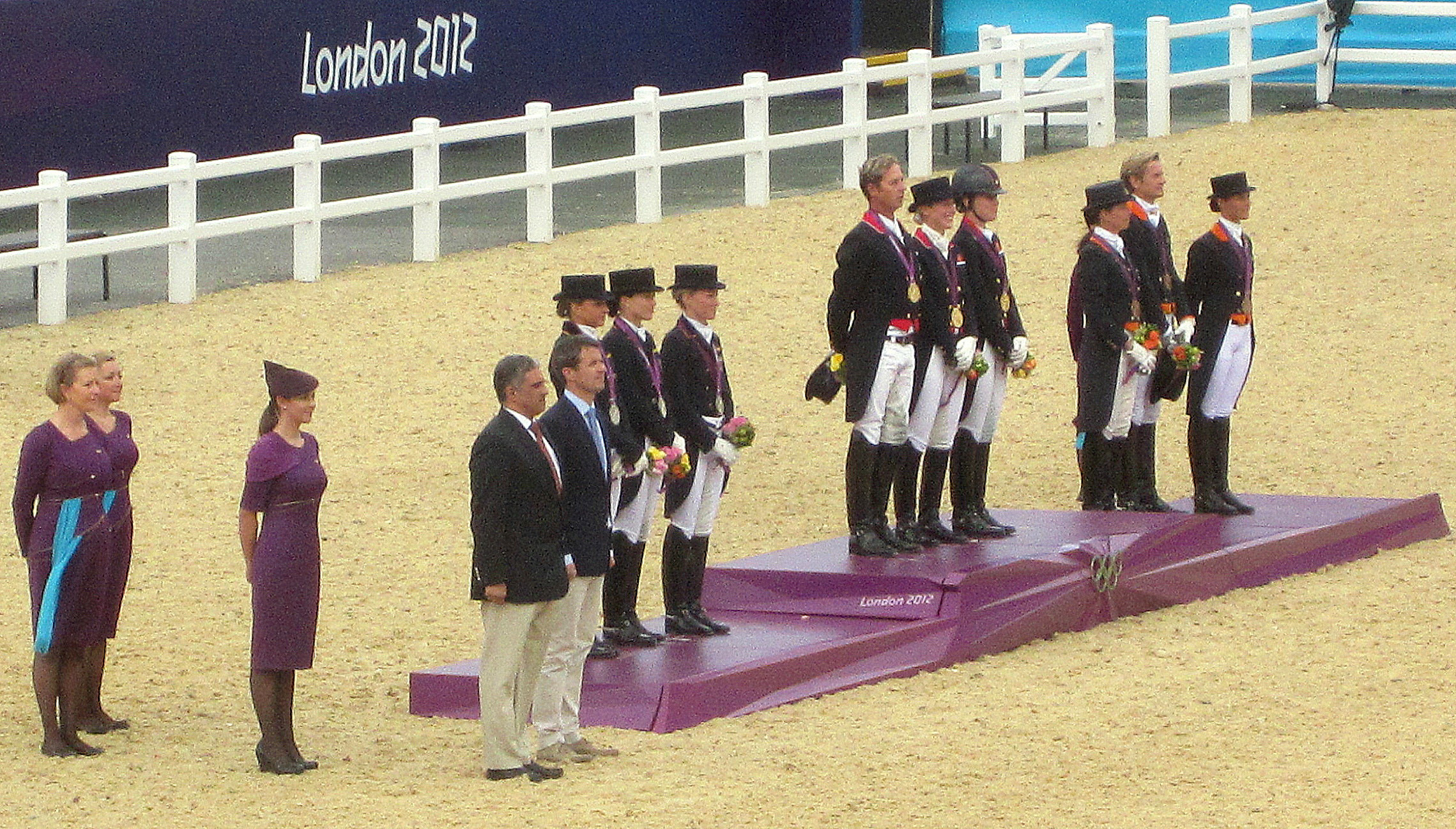
Medaljutdelningen i lagdressyr 2012.

| Spel                            | Guld | Silver | Brons |
| Amsterdam 1928 Detaljer...      | Tyskland Carl Freiherr von Langen och Draufgänger Hermann Linkenbach och Gimpel Eugen Freiherr von Lotzbeck och Caracalla                    | Sverige Ragnar Olson och Günstling Janne Lundblad och Blackmar Carl Bonde och Ingo                                                       | Nederländerna Jan van Reede och Hans Pierre Versteegh och His Excellence Gerard le Heux och Valérine               |
| Los Angeles 1932 Detaljer...    | Frankrike Xavier Lesage och Taine Charles Marion och Linon André Jousseaume och Sorelta                                                      | Sverige Bertil Sandström och Kreta Thomas Byström och Gulliver Gustaf Adolf Boltenstern j:r och Ingo                                     | USA Hiram Tuttle och Olympic Isaac Kitts och American Lady Alvin Moore och Water Pat                               |
| Berlin 1936 Detaljer...         | Tyskland Heinz Pollay och Kronos Friedrich Gerhard och Absinth Hermann von Oppeln-Bronikowski och Gimpel                                     | Frankrike André Jousseaume och Favorite Gérard de Ballorre och Debaucheur Daniel Gillois och Nicolas                                     | Sverige Gregor Adlercreutz och Teresina Sven Colliander och Kål XX Folke Sandström och Pergola                     |
| London 1948 Detaljer...         | Frankrike André Jousseaume och Harpagon Jean Saint-Fort Paillard och Sous les Ceps Maurice Buret och Saint Quen                              | USA Robert Borg och Klingson Earl Foster Thomson och Pancraft Frank Henry och Reno Overdo                                                | Portugal Fernando Paes och Matamas Francisco Valadas och Feitiço Luís Mena e Silva och Fascinante                  |
| Helsingfors 1952 Detaljer...    | Sverige Henri Saint Cyr och Master Rufus Gustaf Adolf Boltenstern j:r och Krest Gehnäll Persson och Knaust                                   | Schweiz Gottfried Trachsel och Kursus Henri Chammartin och Wöhler Gustav Fischer och Soliman                                             | Tyskland Heinz Pollay och Adular Ida von Nagel och Afrika Fritz Thiedemann och Chronist                            |
| Melbourne 1956 Detaljer...      | Sverige Henri Saint Cyr och Juli Gehnäll Persson och Knaust Gustaf Adolf Boltenstern j:r och Krest                                           | Tysklands förenade lag Liselott Linsenhoff och Adular Hannelore Weygand och Perkunos Anneliese Küppers och Afrika                        | Schweiz Gottfried Trachsel och Kursus Henri Chammartin och Wöhler Gustav Fischer och Vasello                       |
| Rom 1960                        | Ingick inte i det olympiska programmet | Ingick inte i det olympiska programmet                                                                                                   | Ingick inte i det olympiska programmet                                                                             |
| Tokyo 1964 Detaljer...          | Tysklands förenade lag Harry Boldt och Remus Reiner Klimke och Dux Josef Neckermann och Antoinette                                           | Schweiz Henri Chammartin och Wörmann Gustav Fischer och Wald Marianne Gossweiler och Stephan                                             | Sovjetunionen Sergej Filatov och Absent Ivan Kizimov och Ichor Ivan Kalita och Moar                                |
| Mexico City 1968 Detaljer...    | Västtyskland Josef Neckermann och Mariano Reiner Klimke och Dux Liselott Linsenhoff och Piaff                                                | Sovjetunionen Jelena Petrusjkova och Pepel Ivan Kizimov och Ichor Ivan Kalita och Absent                                                 | Schweiz Henri Chammartin och Wolfdietrich Marianne Gossweiler och Stephan Gustav Fischer och Wald                  |
| München 1972 Detaljer...        | Sovjetunionen Jelena Petrusjkova och Pepel Ivan Kizimov och Ichor Ivan Kalita och Tarif                                                      | Västtyskland Karin Schlüter-Schmidt och Liostro Liselott Linsenhoff och Piaff Josef Neckermann och Venetia                               | Sverige Ulla Håkanson och Ajax Ninna Swaab och Casanova Maud von Rosen och Lucky Boy                               |
| Montreal 1976 Detaljer...       | Västtyskland Harry Boldt och Woycek Reiner Klimke och Mehmed Gabriela Grillo och Ultimo                                                      | Schweiz Christine Stückelberger och Granat Ulrich Lehmann och Widin Doris Ramseier och Roch                                              | USA Hilda Gurney och Keen Dorothy Morkis och Monaco Edith Master och Dahlwitz                                      |
| Moskva 1980 Detaljer...         | Sovjetunionen Juri Kovsjov och Igrok Viktor Ugriumov och Sjkval Vera Misevitj och Plot                                                       | Bulgarien Petar Mandajiev och Stchibor Svetoslav Ivanov och Aleko Guergui Gadjev och Vnimatelen                                          | Rumänien Anghelache Donescu och Dor Dumitru Velicu och Decebal Petre Roșca och Derbist                             |
| Los Angeles 1984 Detaljer...    | Västtyskland Reiner Klimke och Ahlerich Uwe Sauer och Montevideo Herbert Krug och Muscadeur                                                  | Schweiz Otto Hofer och Limandus Christine Stückelberger och Tansanit Amy-Cathérine de Bary och Aintree                                   | Sverige Ulla Håkanson och Flamingo Louise Nathhorst och Inferno Ingamay Bylund och Aleks                           |
| Seoul 1988 Detaljer...          | Västtyskland Reiner Klimke och Ahlerich 2 Ann-Kathrin Linsenhoff och Courage 10 Monica Theodorescu och Ganimedes Nicole Uphoff och Rembrandt | Schweiz Otto Hofer och Andiamo Christine Stückelberger och Gauguin de Lully CH Daniel Ramseier och Random Samuel Schatzmann och Rochus   | Kanada Cynthia Neale-Ishoy och Dynasty Eva Maria Pracht och Emirage Gina Smith och Malte Ashley Nicoll och Reipo   |
| Barcelona 1992 Detaljer...      | Tyskland Klaus Balkenhol och Goldstern Nicole Uphoff och Rembrandt Monica Theodorescu och Grunox Isabell Werth och Gigolo FRH                | Nederländerna Tineke Bartels och Courage Anky van Grunsven och Bonfire Ellen Bontje och Larius Annemarie Sanders och Sanders-Keyzer      | USA Robert Dover och Lectron Carol Lavell och Gifted Charlotte Bredahl och Monsieur Michael Poulin och Graf George |
| Atlanta 1996 Detaljer...        | Tyskland Klaus Balkenhol och Goldstern Martin Schaudt och Durgo Monica Theodorescu och Grunox Isabell Werth och Gigolo FRH                   | Nederländerna Tineke Bartels och Barbria Anky van Grunsven och Bonfire Sven Rothenberger och Weyden Gonnelien Rothenberger och Gonnelien | USA Robert Dover och Metallic Michelle Gibson och Peron Steffen Peters och Udon Guenter Seidel och Graf George     |
| Sydney 2000 Detaljer...         | Tyskland Isabell Werth och Gigolo FRH Nadine Capellmann och Farbenfroh Ulla Salzgeber och Rusty Alexandra Simons de Ridder och Chacomo       | Nederländerna Ellen Bontje och Silvano Anky van Grunsven och Bonfire Arjen Teeuwissen och Goliath Coby van Baalen och Ferro              | USA Susan Blinks och Flim Flam Robert Dover och Ranier Guenter Seidel och Foltaire Christine Traurig och Etienne   |
| Aten 2004 Detaljer...           | Tyskland Heike Kemmer och Bonaparte Hubertus Schmidt och Wansuela Suerte Martin Schaudt och Weltall Ulla Salzgeber och Rusty                 | Spanien Beatriz Ferrer-Salat och Beauvalais Juan Antonio Jimenez och Guizo Ignacio Rambla och Oleaje Rafael Soto och Invasor             | USA Lisa Wilcox och Relevant 5 Guenter Seidel och Aragon Deborah McDonald och Brentina Robert Dover och Kennedy    |
| Peking 2008 Detaljer...         | Tyskland Heike Kemmer och Bonaparte Nadine Capellmann och Elvis Va Isabell Werth och Satchmo                                                 | Nederländerna Hans Peter Minderhoud och Nadine Imke Schellekens-Bartels och Sunrise Anky van Grunsven och Salinero                       | Danmark Anne van Olst och Clearwater Nathalie zu Sayn-Wittgenstein och Digby Andreas Helgstrand och Don Schufro    |
| London 2012 Detaljer...         | Storbritannien Carl Hester med Uthopia Laura Bechtolsheimer med Mistral Hojris Charlotte Dujardin med Valegro                                | Tyskland Dorothee Schneider med Diva Royal Kristina Sprehe med Desperados Helen Langehanenberg med Damon Hill                            | Nederländerna Anky van Grunsven med Salinero Edward Gal med Undercover Adelinde Cornelissen med Parzival           |
| Rio de Janeiro 2016 Detaljer... | Tyskland Sönke Rothenberger med Cosmo Dorothee Schneider med Showtime Kristina Bröring-Sprehe med Desperados Isabell Werth med Weihegold     | Storbritannien Spencer Wilton med Super Nova II Fiona Bigwood med Orthilia Carl Hester med Nip Tuck Charlotte Dujardin med Valegro       | USA Allison Brock med Rosevelt Kasey Perry med Dublet Steffen Peters med Legolas Laura Graves med Verdades         |
| Tokyo 2020 Detaljer...          | Tyskland Jessica von Bredow-Werndl med Dalera Dorothee Schneider med Showtime Isabell Werth med Bella Rose                                   | USA Sabine Schut-Kery med Sanceo Adrienne Lyle med Salvino Steffen Peters med Suppenkasper                                               | Storbritannien Charlotte Fry med Everdale Carl Hester med En Vogue Charlotte Dujardin med Gio                      |

### Hoppning, individuell

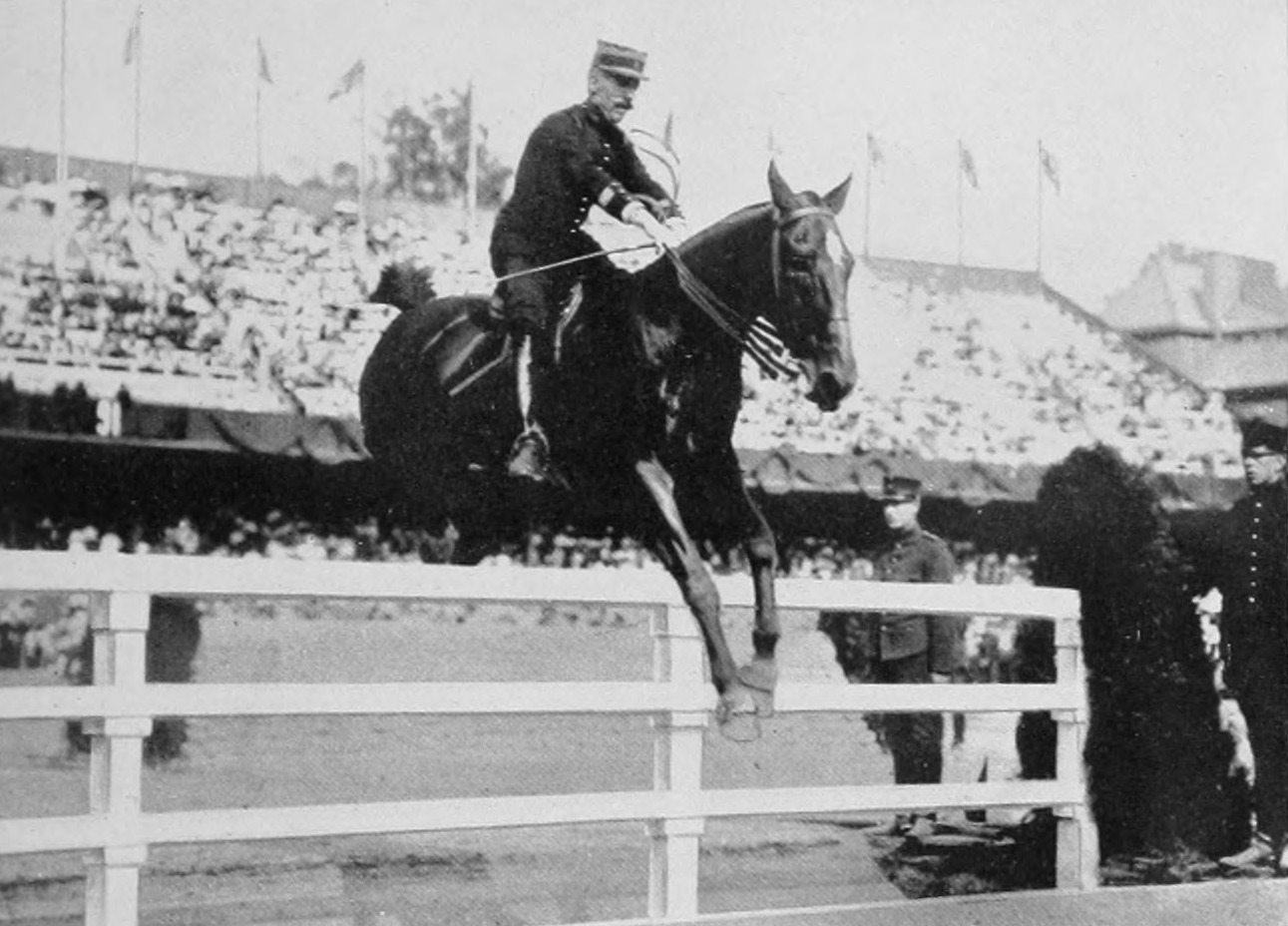
Jean Cariou och Mignon tog guld vid den individuella hoppningstävlingen i Stockholm 1912.

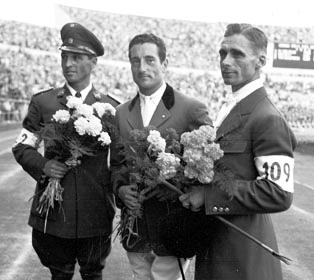
Medaljörerna i individuell hoppning 1952.

| Spel                            | Guld                                         | Silver                                         | Brons                                           |
| Paris 1900 Detaljer...          | Aimé Haegeman med Benton II (BEL)            | Georges van der Poële med Windsor Squire (BEL) | Louis de Champsavin med Terpischore (FRA)       |
| 1904–1908                       | Ingick inte i det olympiska programmet       | Ingick inte i det olympiska programmet         | Ingick inte i det olympiska programmet          |
| Stockholm 1912 Detaljer...      | Jean Cariou med Mignon (FRA)                 | Rabod von Kröcher med Dohna (GER)              | Emmanuel de Blommaert med Clonmore (BEL)        |
| Antwerpen 1920 Detaljer...      | Tommaso Lequio di Assaba med Trebecco (ITA)  | Alessandro Valerio med Cento (ITA)             | Carl Gustaf Lewenhaupt med Mon Coeur (SWE)      |
| Paris 1924 Detaljer...          | Alphonse Gemuseus med Lucette (SUI)          | Tommaso Lequio di Assaba med Trebecco (ITA)    | Adam Królikiewicz med Picador (POL)             |
| Amsterdam 1928 Detaljer...      | František Ventura med Elliot (TCH)           | Pierre Bertran de Balanda med Papillon (FRA)   | Charles-Gustave Kuhn med Pepita (SUI)           |
| Los Angeles 1932 Detaljer...    | Takeichi Nishi med Uranus (JPN)              | Harry Chamberlin med Show Girl (USA)           | Clarence von Rosen med Empire (SWE)             |
| Berlin 1936 Detaljer...         | Kurt Hasse med Tora (GER)                    | Henri Rang med Delfis (ROU)                    | József von Platthy med Sello (HUN)              |
| London 1948 Detaljer...         | Humberto Mariles Cortés med Arete (MEX)      | Rubén Uriza med Harvey (MEX)                   | Jean-François d'Orgeix med Sucre de Pomme (FRA) |
| Helsingfors 1952 Detaljer...    | Pierre Jonquères d'Oriola med Ali Baba (FRA) | Oscar Cristi med Bambi (CHI)                   | Fritz Thiedemann med Meteor (GER)               |
| Melbourne 1956 Detaljer...      | Hans Günter Winkler med Halla (EUA)          | Raimondo d’Inzeo med Merano (ITA)              | Piero d’Inzeo med Uruguay (ITA)                 |
| Rom 1960 Detaljer...            | Raimondo d’Inzeo med Posillipo (ITA)         | Piero d’Inzeo med The Rock (ITA)               | David Broome med Sunsalve (GBR)                 |
| Tokyo 1964 Detaljer...          | Pierre Jonquères d'Oriola med Lutteur (FRA)  | Hermann Schridde med Dozent (EUA)              | Peter Robeson med Firecrest (GBR)               |
| Mexico City 1968 Detaljer...    | William Steinkraus med Snowbound (USA)       | Marion Coakes med Stroller (GBR)               | David Broome med Mister Softee (GBR)            |
| München 1972 Detaljer...        | Graziano Mancinelli med Ambassador (ITA)     | Ann Moore med Psalm (GBR)                      | Neal Shapiro med Sloopy (USA)                   |
| Montreal 1976 Detaljer...       | Alwin Schockemöhle med Warwick Rex (FRG)     | Michel Vaillancourt med Branch County (CAN)    | François Mathy med Gai Luron (BEL)              |
| Moskva 1980 Detaljer...         | Jan Kowalczyk med Artemor (POL)              | Nikolai Korolkov med Espadron (URS)            | Joaquín Pérez med Alymony (MEX)                 |
| Los Angeles 1984 Detaljer...    | Joseph Fargis med Touch of Class (USA)       | Conrad Homfeld med Abdullah (USA)              | Heidi Robbiani med Jessica V (SUI)              |
| Seoul 1988 Detaljer...          | Pierre Durand med Jappeloup (FRA)            | Greg Best med Gem Twist (USA)                  | Karsten Huck med Nepomuk (FRG)                  |
| Barcelona 1992 Detaljer...      | Ludger Beerbaum med Classic Touch (GER)      | Piet Raijmakers med Ratina Z (NED)             | Norman Dello Joio med Irish (USA)               |
| Atlanta 1996 Detaljer...        | Ulrich Kirchhoff med Jus de Pommes (GER)     | Willi Melliger med Calvaro (SUI)               | Alexandra Ledermann med Rochet M (FRA)          |
| Sydney 2000 Detaljer...         | Jeroen Dubbeldam med De Sjiem (NED)          | Albert Voorn med Lando (NED)                   | Khaled Al Eid med Khashm Al Aan (KSA)           |
| Aten 2004 Detaljer...           | Rodrigo Pessoa med Baloubet du Rouet (BRA)   | Chris Kappler med Royal Kaliber (USA)          | Marco Kutscher med Montender 2 (GER)            |
| Peking 2008 Detaljer...         | Eric Lamaze med Hickstead (CAN)              | Rolf-Göran Bengtsson med Ninja (SWE)           | Beezie Madden med Authentic (USA)               |
| London 2012 Detaljer...         | Steve Guerdat med Nino Des Buissonets (SUI)  | Gerco Schröder med London (NED)                | Cian O'Connor med Blue Loyd 12 (IRL)            |
| Rio de Janeiro 2016 Detaljer... | Nick Skelton med Big Star (GBR)              | Peder Fredricson med All In (SWE)              | Eric Lamaze med Fine Lady (CAN)                 |
| Tokyo 2020 Detaljer...          | Ben Maher med Explosion W (GBR)              | Peder Fredricson med All In (SWE)              | Maikel van der Vleuten med Beauville Z (NED)    |

## Borttagna grenar

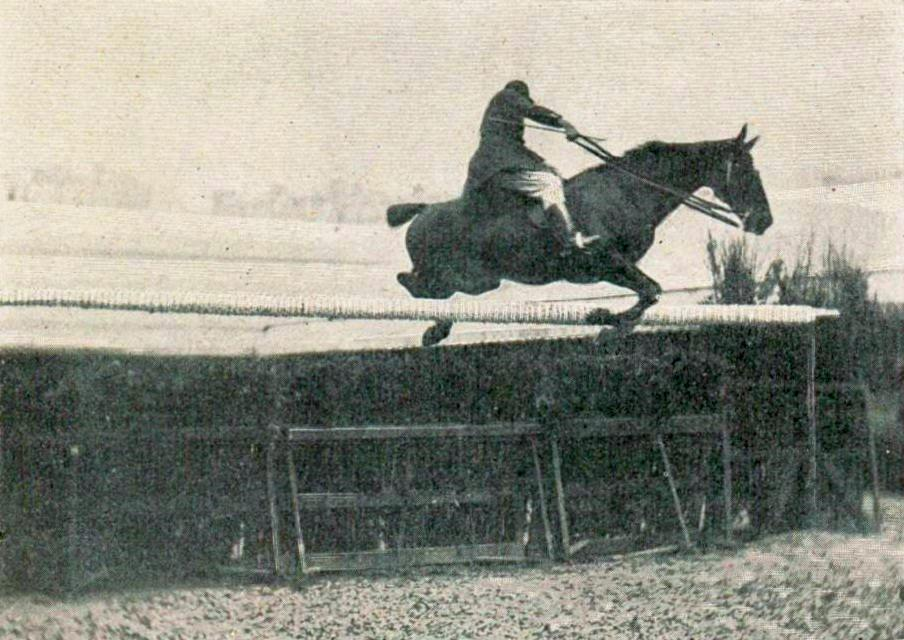
Dominique Gardères vann en delad guldmedalj i höjdhoppning i Paris 1900.

### Höjdhoppning, individuell
| Spel                   | Guld                            | Silver        | Brons                       |
| Paris 1900 Detaljer... | Dominique Gardères (FRA)        | Ingen utdelad | Georges van der Poële (BEL) |
| Paris 1900 Detaljer... | Giovanni Giorgio Trissino (ITA) | Ingen utdelad | Georges van der Poële (BEL) |

### Längdhoppning, individuell
| Spel                   | Guld                            | Silver                          | Brons               |
| Paris 1900 Detaljer... | Constant van Langhendonck (BEL) | Giovanni Giorgio Trissino (ITA) | de Bellegarde (FRA) |

### Voltige, individuell
| Spel                       | Guld                   | Silver      | Brons             |
| Antwerpen 1920 Detaljer... | Daniel Bouckaert (BEL) | Field (FRA) | Louis Finet (BEL) |

### Voltige, lag
| Spel                       | Guld                                           | Silver                        | Brons                                              |
| Antwerpen 1920 Detaljer... | Belgien Daniel Bouckaert Louis Finet van Ranst | Frankrike Field Salins Cauchy | Sverige Carl Green Anders Mårtensson Oskar Nilsson |